# Creola (Alabama)
Creola ist ein Ort im Mobile County des US-Bundesstaats Alabama.
Die Gesamtfläche des Ortes beträgt 40,1 km², davon sind 37,8 km² Land.

## Demographie
Nach der Volkszählung aus dem Jahr 2000 hatte Corner 2002 Einwohner, die sich auf 718 Haushalte und 567 Familien verteilten. Die Bevölkerungsdichte betrug somit 52,9 Einwohner/km². 86,36 % der Bevölkerung waren weiß, 9,89 % afroamerikanisch. In 40,7 % der Haushalte lebten Kinder unter 18 Jahren. Das Durchschnittseinkommen betrug 35.517 Dollar pro Haushalt, wobei 16,0 % der Einwohner unterhalb der Armutsgrenze lebten.
Das U.S. Census Bureau hat bei der Volkszählung 2020 eine Einwohnerzahl von 1.936 ermittelt.